# And I Thought About You
| Recensione | Giudizio |
| ---------- | -------- |
| AllMusic   |          |

And I Thought About You è un album discografico di Patti Page, pubblicato dalla casa discografica Mercury Records nel 1955.

## Tracce

### LP
Lato A
1. I Thought About You – 2:45 (Johnny Mercer, Jimmy Van Heusen) – Registrato il 24 febbraio 1955
2. While a Cigarette Was Burning – 2:53 (Nick Kenny, Charles Kenny) – Registrato il 21 dicembre 1954
3. The Touch of Your Lips – 2:40 (Ray Noble) – Registrato il 21 dicembre 1954
4. Where Are You – 3:05 (Harold Adamson, Jimmy McHugh) – Registrato il 24 febbraio 1955

Lato B
1. Come Rain or Come Shine – 3:20 (Johnny Mercer, Harold Arlen) – Registrato il 24 febbraio 1955
2. I Wished on the Moon – 2:41 (Dorothy Parker, Bing Crosby, Ralph Rainger) – Registrato il 21 dicembre 1954
3. Stay as Sweet as You Are – 2:44 (Mack Gordon, Harry Revel) – Registrato il 21 dicembre 1954
4. When Your Lover Has Gone – 2:41 (Einar Aaron Swan) – Registrato il 21 dicembre 1954

- Durata brani estratti dalle note su vinili dell'album originale (MG 25209 A / MG 25209 B)

## Musicisti
- Patti Page – voce
- Jack Rael – conduttore orchestra

Info
- Fred Steffen – illustrazione copertina frontale e grafica copertina album originale